# Paul van Zeeland
Visconte Paul Guillaume van Zeeland, (Soignies, 11 novembre 1893 – Bruxelles, 22 settembre 1973) è stato un politico belga.
È stato Primo ministro del Belgio dal 25 marzo 1935 al 24 novembre 1937.

## Biografia

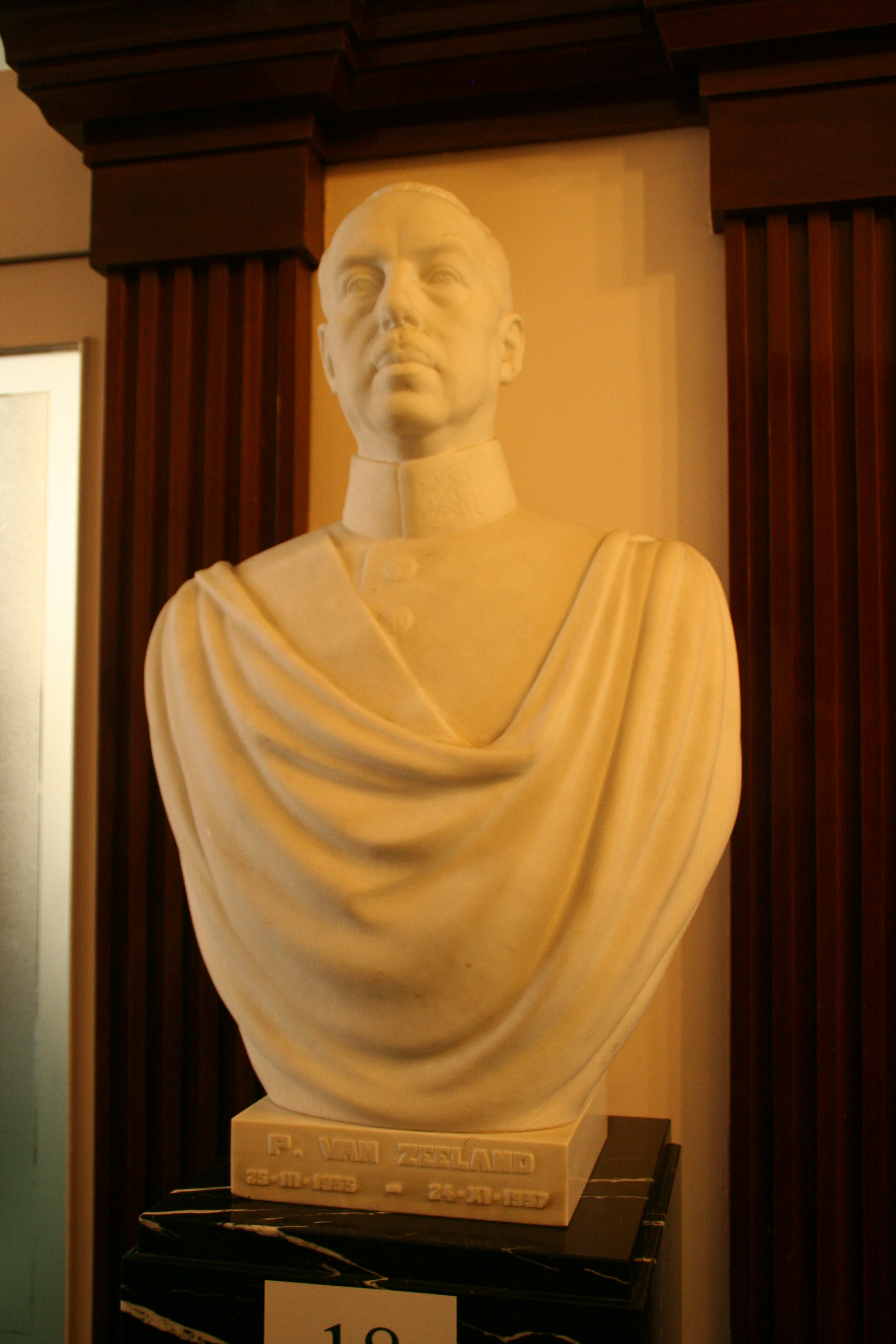
Busto di Paul van Zeeland presso Palazzo della Nazione, a Bruxelles

Van Zeeland ha iniziato i suoi studi presso la Katholieke Universiteit Leuven nel 1913, che sono stati interrotti l'anno successivo dalla prima guerra mondiale. Durante l'invasione tedesca ha prestato servizio per alcune settimane al 3° Linieregiment, ma è stato catturato vicino a Tienen. Dopo la guerra riprese gli studi e divenne Dottore in diritto, Dottore in scienze politiche e diplomatiche, ottenne un Master of Arts in economia e una laurea in filosofia tomista.
Nel marzo 1935 divenne primo ministro di un governo di unità nazionale (una coalizione dei tre maggiori partiti del paese: cattolici, liberali e socialisti). Questo governo ha dovuto affrontare la crisi economica che ha colpito il paese.
Nella primavera del 1936 il governo si dimise per incitamento al partito fascista Rexista, ma riuscì a iniziare un nuovo mandato dal giugno 1936 al novembre 1937. Questo secondo governo ha attuato un programma progressivo di riforma sociale con l'introduzione della settimana lavorativa di 40 ore e altre misure contro la disoccupazione.
Dal 1934 al 1935 fu vice governatore della Banca nazionale del Belgio e dal 1937 al 1939 Van Zeeland fu rappresentante del distretto di Bruxelles sostituendo Alfred Olivier.
Il governo di Hubert Pierlot (in esilio) lo nominò a Londra durante la guerra come presidente della Commissione per lo studio dei problemi postbellici. Questo doveva concentrarsi principalmente sulla repressione che si sarebbe scatenata dopo la guerra.
Dopo la guerra Van Zeeland è stato ancora ministro degli affari esteri in diversi governi tra il 1949 e il 1954. Dal 1946 al 1956 fu anche senatore cooptato.
Nel 1948, Paul van Zeeland fu nominato Ministro di Stato e nel 1963 fu nominato Burgravio. Prese come motto: Luctor. È stato Segretario generale onorario del Comitato direttivo del Gruppo Bilderberg.
Nel 1946, Van Zeeland creò una società offshore a Panama, che nel 2013 venne alla luce nel contesto delle perdite offshore. Come risultato di queste rivelazioni, sua nipote, Catherine Van Zeeland, si fece da parte come consulente nel gabinetto di Joëlle Milquet.